# El Ancasti
El Ancasti es un diario argentino publicado en San Fernando del Valle de Catamarca, Argentina.
Fue fundado el 8 de julio de 1988 y, al igual que el pueblo del mismo nombre, recibió su nombre de un término cacán que se refiere a los Andes que dominan la provincia de Catamarca.
El Ancasti se convirtió en el principal diario de noticias de Catamarca, eclipsando a La Unión, fundado en 1928. Posteriormente, el diario mantendría una relación conflictiva con el gobernador Arnoldo Aníbal Castillo y su hijo y sucesor, Oscar Castillo, cuyos gobiernos iniciaron numerosas demandas contra el diario y retiraron la publicidad.